# أولنيا

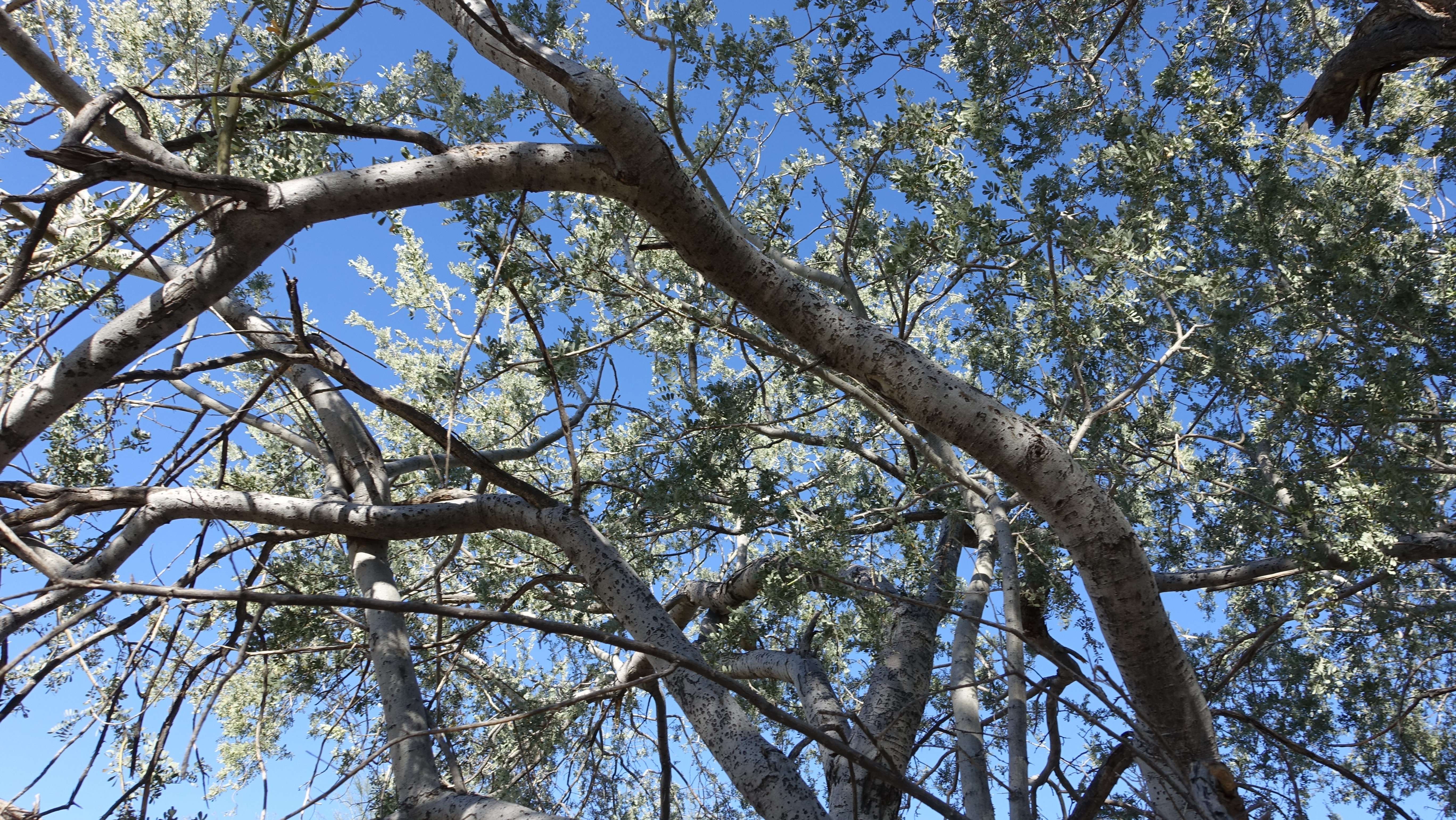
المنظر من أسفل أولنيا تيسوتا.

أولنيا تيسوتا هي شجرة مزهرة معمرة من عائلة البقولية، والتي تُعرف عادةً باسم خشب الحديد، أو خشب الحديد الصحراوي. هذه الشجرة هي جزء من غرب صحراء سونوران تعقيدا في جنوب غربي الولايات المتحدة الأمريكية

## وصف
ينمو الخشب الحديدي الصحراوي على هيئة شجيرة أو شجرة ويصل ارتفاعه إلى حوالي 10 متر (33 قدم) ومتوسط أقطار الجذع حوالي 60 سنتيمتر (24 بوصة) الشجرة نبات دائم الخضرة في الأشجار الأصغر سنًا، يكون اللحاء رماديًا ولامعًا وناعمًا؛ في الأشجار الأكبر سنًا، اللحاء مكسور مفتوحًا. الأوراق خضراء مزرقة ومركبة ريشية.
يحدث وقت ازدهار في أواخر أبريل إلى يونيو. الزهور من 5 بتلات غير متساوية، بألوان متوسط الأرجواني، أرجواني أحمر، أو أبيض إلى وردي باهت. البذور هي 5-8 سم (2-4 in) طويل، وبني محمر فاتح عندما تنضج بذور البذرة. هناك نوعان آخران من أنواع باركينسونيا فلوريدا - ( بلو بالو فيردي )، و أكاسيا كونستريكتا - (كاتكلو أكاسيا) لهما بذور متشابهة ذات لون أحمر فاتح

## المدى والموقع
يعود أصل الخشب الحديدي الصحراوي، أولنيا، إلى جنوب غرب الولايات المتحدة وأقصى شمال غرب المكسيك في شبه جزيرة باجا كاليفورنيا وصحراء سونوران، وهو جزئيًا مؤشر على تلك الصحراء.

## علم البيئة
يستهلك النحل والطيور الطنانة النسغ اللذيذ. يطرح صائد الذباب الحريري أو فاينوبيبلا مشكلة لأنه عندما يأكلون توت الهدال ويطرحونها في شقوق أولنيا تيسوتا، فإن الهدال سوف يتطفل على مضيفه.

## الاستخدام والقابلية
يمكن أن تؤكل البذور عن طريق تحميصها أولاً. خشب أولنيا الحديدي صعب وثقيل للغاية. كثافته أكبر من الماء وبالتالي يغرق. قد تكون المعالجة النهائية للخشب بالمحاليل صعبة أيضًا بسبب كثافتها العالية. ومعظم استخداماته التجارية حرفية، مثل المنحوتات الخشبية المتينة وكذلك مقابض السكاكين.